# Estación de Gaucín
Gaucín es una estación de ferrocarril situada en el municipio español de Cortes de la Frontera, en la provincia de Málaga (Andalucía).

## Situación ferroviaria
Las instalaciones se encuentran situadas en el punto kilométrio 119,2 de la línea férrea de ancho ibérico que une Bobadilla con Algeciras, a 246 metros de altitud sobre el nivel del mar, entre las estaciones de Cortes de la Frontera y de San Pablo. El trazado es de vía única y está sin electrificar.

## Historia
La estación fue puesta en servicio el 24 de noviembre de 1892 con la apertura del tramo Ronda-Jimena de la Frontera de la línea férrea que pretendía unir Bobadilla con Algeciras. Las obras corrieron a cargo de la compañía inglesa The Algeciras-Gibraltar Railway Company. El 1 de octubre de 1913 la concesión de la línea fue traspasada a la Compañía de los Ferrocarriles Andaluces que la gestionó hasta que en 1941 se produjo la nacionalización del ferrocarril en España y se creó RENFE. Desde enero de 2005, tras la extinción de RENFE, el ente Adif es la titular de las instalaciones ferroviarias.

## Servicios ferroviarios

### Media Distancia
Gracias a su línea 70 Renfe enlaza la estación con Algeciras, Ronda y Antequera-Santa Ana.
| Línea MD | Trenes | Origen/Destino            |  | Destino/Origen |
| -------- | ------ | ------------------------- |  | -------------- |
| 70       | MD     | Antequera-Santa Ana Ronda |  | Algeciras      |